# Australský parlament

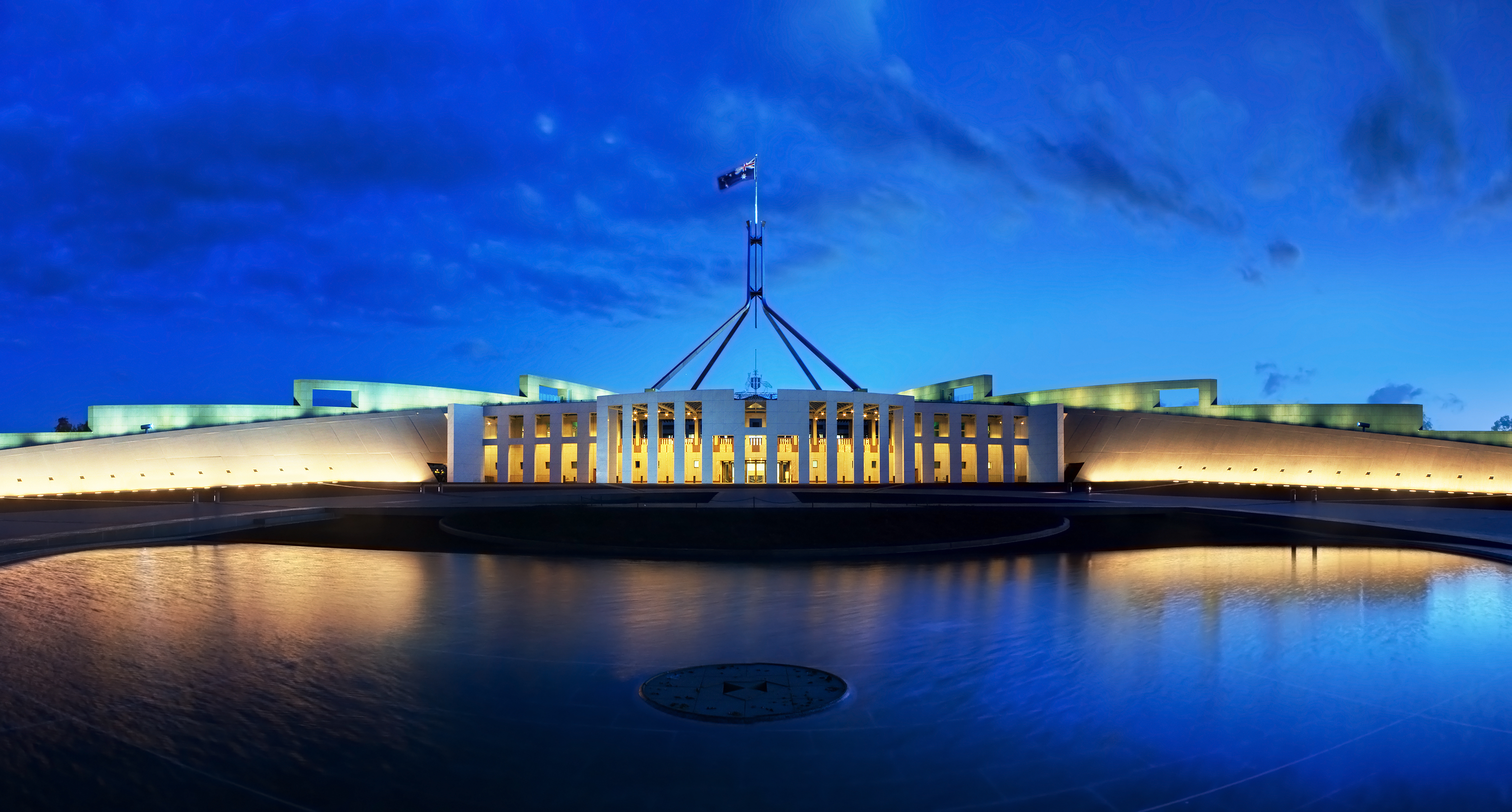
Budova parlamentu v Canbeře

Federální australský parlament je nejvyšší zákonodárný orgán Australského svazu. Formálně má tři složky:
- britského krále,
- Sněmovnu reprezentantů
- Senát

Obě komory sídlí v budově Australského parlamentu v hlavním městě Australského svazu Canbeře.
Sněmovna reprezentantů je dolní komorou Federálního australského parlamentu. Skládá se ze 151 členů volených přímo na dobu tří let. Reprezentanti jsou voleni v jednomandátových obvodech pomocí preferenčního hlasování (poměrný volební systém), díky kterému dominují v komoře dvě velké strany: pravicová Liberální strana Austrálie a levicová Australská strana práce. Každá vláda musí získat důvěru absolutní většiny členů Sněmovny. 
Horní komora, Senát, má v současné době 76 členů - 12 z každého z šesti australských států, nezávisle na populaci, a 2 z každého samosprávného teritoria. Senátoři jsou voleni za pomoci systému jednotného přenosného hlasu (Single transferable vote), který je více proporční než systém volby do Sněmovny a tak se v Senátu nachází mnoho menších stran; vláda většinou oporu v Senátu nemá, musí tak s nimi jednat.
Přestože mohou být volby vyvolány dříve, každé tři roky je volena nová Sněmovna a polovina Senátu. Pokud nastanou rozpory mezi Sněmovnou a Senátem, může Generální Guvernér rozpustit obě komory najednou.

## Historie

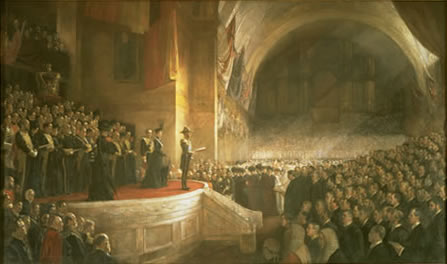
První zasedání Federálního Australského parlamentu na obraze Toma Robertse.

Australský svaz začal existovat v roce 1901 při sloučení šesti kolonií. První volby proběhly ve dnech 29. a 30. března 1901 a první schůze byla zahájena 9. května 1901 v Melbourne princem, později králem, Jiřím V. Jediná budova v Austrálii, která byla schopná pojmout 14 000 lidí přítomných na ceremonii, byla Královská výstavní budova. Po zahájení provozu parlamentu se reprezentanti a senátoři scházeli v Melbournské budově parlamentu, který zasedal v oné Královské výstavní budově.